# Фро (рассказ)
«Фро» — рассказ советского писателя Андрея Платонова. Впервые опубликован в сборнике «Река Потудань» 1937 года, входил в «оттепельные» издания Платонова, обеспечившие его посмертную славу.

## Сюжет
Ефросинья Нефёдовна, или просто Фрося — обычная девушка, проживающая в неназванном железнодорожном посёлке. Её отец Нефёд Степанович — железнодорожник, вышедший на пенсию, но все ещё скучающий по своей работе. Фрося ожидает отбывшего на Дальний Восток мужа Фёдора. Нефёд Степанович ежедневно ходит на бугор, «чтобы смотреть на машины, жить сочувствием и воображением, а к вечеру возвращается домой усталым, будто с тягового рейса». Однажды вечером, когда Фрося прогуливалась по перрону, она увидела четырёх женщин с железными совковыми лопатами, а позади них шёл бригадир, у которого она попросила лопату и себе. Бригадир привёл её к шлаковой яме, где очищаются паровозные топки, велел работать, а сам ушел. В яме уже работали две другие женщины, выкидывая наружу горячий шлак. Одну из женщин звали Наталья Буковая. В конце рабочего дня, получив свои три рубля и двадцать копеек, подруги побежали в клуб. В клубе играл самодеятельный джаз-оркестр. Фросю Евстафьеву сразу пригласил на тур «Рио-Риты» помощник машиниста; потанцевав с ним, Фрося заявляет, что она иностранка по имени Фро, а потом убегает к себе домой, скучать и вспоминать Фёдора.
В попытке хоть немного ослабить тоску ожидания — Фрося попыталась вернуться на курсы железнодорожной связи, но катушки Пупина, релейные упряжки и расчёт напряжения без Фёдора были ей не интересны; работа письмоносицей тоже не помогла. Спустя четырнадцать дней ей передают телеграмму от Фёдора, и она, придя домой и не поев, стала составлять телеграмму мужу. Утром она просит отца отнести телеграмму на почту: «Выезжай первым поездом твоя жена дочь Фрося умирает при смерти осложнение дыхательных путей отец Нефёд Евстафьев».
Через неделю приезжает Фёдор. Он признаётся Фросе, что ещё в поезде догадался, что телеграмма ложная, но из-за любви всё же приехал. На протяжении полутора недель Фёдор объяснял ей свои мысли и проекты — о передаче силовой энергии без проводов, посредством ионизированного воздуха, об увеличении прочности всех металлов через обработку их ультразвуковыми волнами, о стратосфере на высоте в сто километров, где есть особые световые, тепловые и электрические условия, способные обеспечить вечную жизнь человеку. На двенадцатое утро проснувшаяся Фрося обнаруживает, что Фёдора нет. На кухне Нефёд сообщает ей об отъезде Фёдора на Дальний Восток, а может и в Китай.

## Литературные особенности
Исследователь А. К. Жолковский отмечал чрезвычайную сложность структуры и литературных приёмов, с помощью которых построен небольшой по объёму рассказ. Дословно он характеризовал текст так:

…Любовь и производство, заштатный быт и романтика далеких горизонтов, критический реализм и состязание хорошего с отличным, а вместе с тем — пересмотр как официальных, так и особых платоновских ценностей, богатая сексуальная, мифологическая и интертекстуальная подоплека и своеобразная стилистика модернистского примитива.
Доминантой сюжета является отказ от любви и семейной жизни во имя высших ценностей — науки и расширения познания. В рамках мифологического прочтения А. К. Жолковский выявил в рассказе ряд фольклорно-мифологических черт. Например, Фёдор обладает рядом чудесных признаков: никогда не болел, мог спать при шуме и «превращаться в микрофараду». До известной степени он невидим, ибо не верит в ценность своего лица; Фро довольствуется его детской фотографией и некоторыми атрибутами — волосом и воспоминаниями о запахе. Повествование насыщено фольклорными мотивами смерти: спуск в потустороннюю долину ко дворцу жениха; исчезновение, гибель или усыпление супруга; спуск героини в подземное царство и её мертвый сон. Покинутая мужем Фро, как в сказке, оказывается одна в поле и вопрошает ветер, звезды, а также паровозы. В известном смысле эта коллизия напоминает апулеевский миф об Амуре и Психее. Фёдор возвращается в связи с обмороком и псевдосмертью Фро, подобно Амуру, спасающему Психею от мертвого сна после её спуска в Аид и нарушения ею очередного запрета. Однако миф подвергнут радикальной инверсии: возвращённая любовная близость вызывает уход жениха не к героине, а от неё. А. К. Жолковский перечисляет множество иных интертекстуальных перекличек с античной мифологией, в том числе на уровне имён.
Не меньшую роль играет контекст модерна и постсимволизма и собственной литературной реальности А. Платонова. А. К. Жолковский рассматривал ряд возможных вариантов прочтения текста. На уровне архетипа — это пессимистическое повествование с обращённым хеппи-эндом и возвратом от сказки к мифу. В контексте символизма автор демонстрирует прозаизацию чуда и одновременно идиллизацию собственного платоновского отношения к реальности. Советская реальность 1930-х годов предстаёт не только в деталях повседневности, но и в контексте литературных отсылок к русской классической литературе, особенно Чехову. Согласно мнению исследователя, «Фро» — это высокий образец жанра классической новеллы.

## Адаптации
«Фро» — художественный фильм режиссёра Резо Эсадзе, снятый по одноимённому рассказу Андрея Платонова на киностудии «Ленфильм» в 1964 году.
В 2022 году Тульский академический театр драмы поставил спектакль «Сокровенная любовь», режиссёр Геннадий Тростянецкий, в роли Фроси Ольга Баурина. Спектакль поставлен как фантасмагория, разворачиваемая вокруг образа железной дороги — метафоры проносящейся истории, способной перемолоть судьбы людей.